# Liste der naturräumlichen Einheiten im Saarland

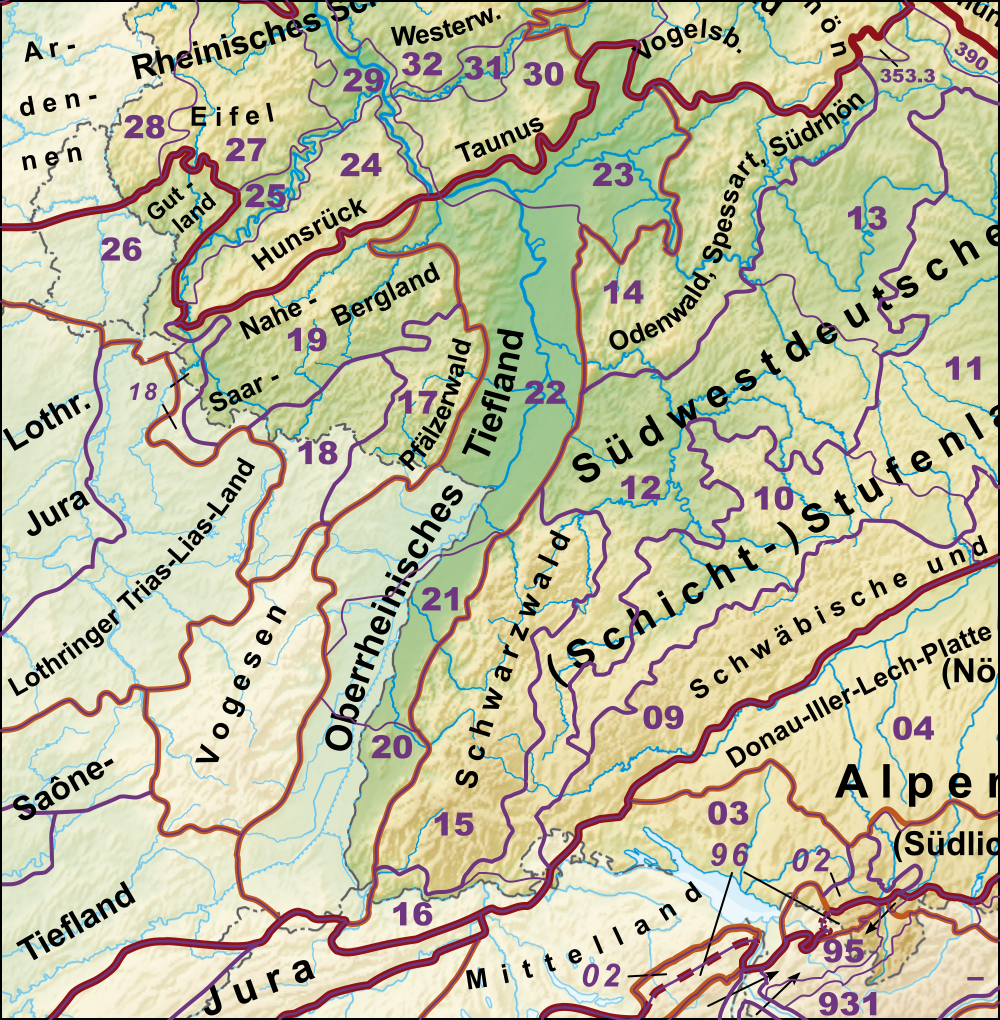
Das Saarland mit Anteil an den Haupteinheitengruppen 18, 19, 24 und 26 sowie angrenzende Einheiten

Diese Liste der naturräumlichen Einheiten im Saarland gibt die naturräumliche Gliederung höherer Ordnung wieder, soweit sie ganz oder teilweise auf dem Gebiet des Saarlandes liegen. Sie beruht auf der naturräumlichen Gliederung für Deutschland, wie sie seit den 1950er Jahren vorgenommen und im Handbuch der naturräumlichen Gliederung Deutschlands vorgestellt wurde.
Die abweichende Nummerierung der zweistelligen Haupteinheitengruppen (Großregionen 3. Ordnung) durch das Bundesamt für Naturschutz (BfN) 1994 steht in Klammern hinter der jeweiligen Gruppe.
Die naturräumlichen Haupteinheitengruppen gliedern sich weiter in Haupteinheiten (dreistellige Kennzahl); in Einzelblättern 1:200.000, welche Nachfolgepublikationen des Handbuches darstellen, wurden sie weiter in Unter-, Teil- und Grundeinheiten (Nachkommastellen) aufgespalten.
Es gibt überdies eine neuere, wenngleich gröbere Gliederung nach Heinz Quasten, welche nur saarlandweit existiert und weiter unten angeführt ist. Diese hat maximal eine Nachkommastelle und ist nur in den Haupteinheiten einigermaßen kompatibel mit den Naturraumnummerierung im angrenzenden Rheinland-Pfalz. Sie wird weiter unten aufgeführt.

## Gliederung nach Schneider und Werle 1972/1974

### 18Pfälzisch-Saarländisches Muschelkalkgebiet(D50)
- 180 Zweibrücker Westrich
  - 180.0 Sickinger Stufe
  - 180.2 Sickinger Höhe
  - 180.3 Zweibrücker Hügelland
    - 180.30 Untere Schwarzbachtalweitung
    - 180.32 Schwalbhügelland
- 181 Saar-Blies-Gau
  - 181.0 Vorderer Bliesgau
    - 181.00 Saarbach-Woogbach-Gründe (Bischmisheimer Riedel)
    - 181.01 Ommersheimer Kalkplatte

  - 181.1 Bliesgauhochflächen
    - 181.10 Saar-Blies-Hochflächen
    - 181.11 Kahlenberghochfläche

  - 181.2 Hinterer Bliesgau
    - 181.20 Mittleres Bickenalbtal
    - 181.21 Schloßhübel

  - 181.3 Unteres Bliestal
    - 181.30 Blieskasteler Bliestal
      - 181.300 Ingweiler Talweitung
      - 181.301 Blieskasteler Taltrichter

    - 181.31 Gersheimer Bliestal
    - 181.32 Bliesransbacher Schlingen

  - 181.4 Saargemünder Saartal
    - 181.40 Saargemünder Becken
- 182 Merziger Muschelkalkplatte
  - 182.0 Seffersbach-Mühlenbach-Randplatten
    - 182.00 Reisberg und Seffersbachengtal
    - 182.01 Wahlener Platte
    - 182.02 Haustadter Stufe

  - 182.1 Merchinger Höhe
- 183 Saar-Nied-Gau
  - 183.0 Saargaurandplatten
    - 183.00 Tünsdorfer Riedel
    - 183.01 Orscholzer Kalkplatte

  - 183.1 Merziger Saargau
    - 183.10 Saargauhochfläche
    - 183.11 Waldwieser Gau

  - 183.2 Niedaltdorfer Niedtal
  - 183.3 Limberg
  - 183.4 Ittersdorfer Gau
- 184 Nied-Rossel-Gau
  - 184.2 Kadenbronner Gau
  - 184.3 Spicherer Höhen
- 186 Saarbrücken-Kirkeler Wald
  - 186.0 Sankt Ingbert-Kirkeler Waldgebiet
    - 186.00 Kirkeler Wald
    - 186.01 Würzbachengtal
    - 186.02 St. Ingberter Wald

  - 186.1 St. Johanner Wald und Scheidter Berg

### 19Saar-Nahe-Bergland(D52)
- 190 Prims-Blies-Hügelland
  - 190.0 Oberes Bliestal
    - 190.00 St. Wendeler Becken
    - 190.01 Spiemontdurchbruch

  - 190.1 Theel-Blies-Hügelland
    - 190.10 Theel-Alsbach-Höhen
    - 190.11 Hoxberg-Elmesberg-Rücken
    - 190.12 Illhügelland
    - 190.13 Wemmetsweiler Mulde
    - 190.14 Ottweiler-Wiebelskircher Bliestal
      - 190.140 Ottweiler Bliestal
      - 190.141 Wiebelskircher Talweitung

    - 190.15 Blies-Oster-Rücken
    - 190.16 Fürther Mulde

  - 190.2 Köllertal
    - 190.20 Heusweiler-Reisbacher Mulde
    - 190.21 Püttlinger Köllertal

  - 190.3 Schwarzenholzer Höhen
  - 190.4 Prims-Theel-Tal
    - 190.40 Schmelzer Primstal
    - 190.41 Lebacher Talweitung

  - 190.5 Litermont
  - 190.6 Michelbacher Basalttafel
  - 190.7 Haustadt-Reimsbacher Senke
- 191 Saarkohlenwald
  - 191.0 Köllertaler Wald
  - 191.1 Kohlentäler
  - 191.2 Neuweiler-Spieser Höhe
  - 191.3 Neunkircher Talkessel
- 192 (St. Ingbert-)Kaiserslauterer Senke
  - 192.2 Jägersburger Moor (Peterswaldmoor)
  - 192.4 Homburger Becken
  - 192.5 Bexbacher Riedel
  - 192.6 Kirkeler Schwelle
  - 192.7 St. Ingberter Senke, St. Ingberter Becken
- 193 Nordpfälzer Bergland (Glan-Alsenz-Berg- und Hügelland)
  - 193.3 Kuseler Bergland
  - 193.6 Höcherbergmassiv
  - 193.7 Osterhöhen
- 194 Prims-Nahe-Bergland (Oberes Nahebergland)
  - 194.0 Idarvorberge
    - 194.00 Obersteiner Vorberge
    - 194.02 Obersteiner Naheengtal

  - 194.1 Baumholderer Hochland
    - 194.11 Baumholderer Platte

  - 194.2 Hirsteiner Bergland
  - 194.3 Nohfeldener Bergland
    - 194.30 Nohfeldener Kuppen
    - 194.31 Leißberg

  - 194.4 Theley-Selbacher Hochmulde
  - 194.5 Primshochland
    - 194.50 Büschfelder Höhen
      - 194.500 Auscheter Kuppe
      - 194.501 Großer Horst
      - 194.502 Schloßberghöhen

    - 194.51 Oberes Primstal
      - 194.510 Büschfelder Primsengtal
      - 194.511 Kasteler Primstal

    - 194.52 Dörsdorf-Limbacher Hochland
      - 194.520 Dörsdorfer Hochfläche
      - 194.521 "Bohnental"

    - 194.53 Primstaler Höhen
    - 194.54 Söterner Mulde
    - 194.55 Kasteler Höhen

  - 194.6 Schaumbergmassiv
  - 194.7 Prims-Traun-Senke
- 197 Mittleres Saartal
  - 197.0 Güdinger Saartal
  - 197.1 Saarbrücker Talweitung
  - 197.2 Völklinger Saartal
  - 197.3 Saarlouis-Dillinger Becken
    - 197.30 Saar-Prims-Tal
      - 197.300 Saarlouis-Dillinger Saartal
      - 197.301 Unteres Primstal

    - 197.31 "Sand"
    - 197.32 "Grieß"
    - 197.33 Dieffler Terrassenplatten

  - 197.4 Siersburger Niedtal
  - 197.5 Fremersdorfer Engtal
  - 197.6 Merziger Talweitung
    - 197.60 Merziger Saarniederung
    - 197.61 "Särkov"
- 198 Warndt
  - 198.0 Warndthügelland
  - 198.1 Saarbrücken-Forbacher Senke
  - 198.2 Kreuzwalder Ebene
  - 198.3 Bisttalweitung
- 199 Hochwaldvorland
  - 199.0 Merzig-Bachemer Sandsteinhügelland
    - 199.00 Merzig-Losheimer Wald
    - 199.01 Seffersbachtalweitung

  - 199.1 Losheim-Waderner Becken
  - 199.2 Weiskirchener Hochwald-Vorstufe

### 24Hunsrück(D42)
- 242 Hoch- und Idarwald
  - 242.0 Schwarzwälder Hochwald
    - 242.00 Greimerather Hochwald
    - 242.01 Malborner Hochwald
    - 242.02 Dollberge und Herrsteiner Forst

  - 242.1 Züscher Hochmulde
- 246 Saar-Ruwer-Hunsrück
  - 246.0 Orscholzer Riegel
    - 246.00 "Schwarzbruch"
    - 246.01 Orscholz-Tabener Riegel

  - 246.1 Mettlacher Saarengtal
    - 246.10 Mettlacher Saarschleife
    - 246.11 Mettlacher Talkessel
    - 246.12 Saarhölzbacher Engtal

  - 246.2 Saar-Hunsrück

### 26Gutland(D49)
- 260 Mosel-Saar-Gau
  - 260.0 Mosel-Saarhochflächen
    - 260.00 Siercker Hochfläche
    - 260.02 Borger Hochfläche
    - 260.03 Moselhochflächen

  - 260.1 Perl-Wincheringer-Riedel
  - 260.2 Obermosel
    - 260.21 Siercker Moselenge und die Täler von Mandern und Montenach
    - 260.22 Remicher Talweitung

  - 260.3 Saargau-Randhöhen
  - 260.4 Freudenburger Muschelkalkplatte

## Gliederung nach Quasten 1992
In der etwas gröberen Gliederung nach Quasten stehen nachstehend in Klammern immer die zugehörigen Naturräume nach Schneider und Werle; Naturräume gleichen Namens sind dort mit einem Stern gekennzeichnet.
Haupteinheiten mit nur einem Naturraum enden auf „.0“, bei mehreren Untereinheiten endet die erste auf „.1“.
- 18 Pfälzisch-Saarländisches Muschelkalkgebiet (D50)
  - 180.0 Zweibrücker Westrich (kaum Überschneidung mit dem fast ausschließlich pfälzischen 180*! Südwestliches Segment von 180.30, 180.32, 181.01 ohne Südosten; je kleine Teile von 181.00, 181.20 und 181.301)
  - 181.0 Saar-Blies-Gau (181* ohne die oben aufgeführten Landschaftsteile)
  - 182(/3).0 Merziger Muschelkalkplatte/Saar-Nied-Gau (von 182* 182.00 und 182.1; 183* ohne 183.00; dreigeteilt mit je Randanteilen an 197.5 in den beiden Hauptteilen)
  - 186.0 Saarbrücken-Kirkeler Wald (184, 186*; zweigeteilt)
- 19 Saar-Nahe-Bergland
  - 190.0 Prims-Blies-Hügelland (190* ohne Nordrand von 190.00, ohne Westen von 190.5 und ohne 190.6)
  - 191 Saarkohlenwald (191* ohne Südosthälfte von 191.2)
  - 192 (St. Ingbert-)Kaiserslauterer Senke
    - 192.1 Homburger Becken (192.4* ohne Bliestal im Südwesten, 192.2, 192.5)
    - 192.2 St. Ingberter Senke (192.6*, 192.7, Bliestal in 192.4, 181.300, kleinere Teile von 181.301)

  - 193.0 Nordpfälzer Bergland (193.5 ohne Nordwesten, 190.16, 193.6)
  - 194 Prims-Nahe-Bergland (Oberes Nahebergland)
    - 194.1 Nohfelden-Hirsteiner Bergland (Nordrand von 190.00, 193.3, Nordwesten von 193.5, 194.02, 194.11, 194.30, 194.31)
    - 194.2 Prims-Hochland (194.4, 194.5* ohne .54 und ohne Norden von .511, .53 und .55)

  - 197 Mittleres Saartal
    - 197.1 Mittleres Saartal (Nord) (197.30 ohne äußersten Südosten von .300, Zentralteil von 197.5)
    - 197.2 Saarlouiser Becken (197.3* ohne Saar- und Primstal ohne 197.30; dreiteilig).
    - 197.3 Mittleres Saartal (Süd) (äußerster Nordwesten von 197.0; 197.1, 197.2)

  - 198.0 Warndt (198*)
  - 199 Hochwaldvorland
    - 199.1 Hochwaldvorland (von 199* nur 199.1)
    - 199.2 Merziger Buntsandstein-Hügelland (183.00; 183.3, Süden von 197.4; zweigeteilt)

  - 242.0 Hoch- und Idarwald (Norden von 194.511, .53 und .55; 194.54, 194.7, 199.2, 242*)
  - 246.0 Saar-Ruwer-Hunsrück (246* ohne Osthälfte von 246.11)
- 26 Gutland
  - 260.0 Mosel-Saar-Gau (260*)

## Allgemeine Quellen / Literatur
- Emil Meynen und Josef Schmithüsen (Hrsg.): Handbuch der naturräumlichen Gliederung Deutschlands. Selbstverlag der Bundesanstalt für Landeskunde, Bad Godesberg 1953–1962
  - Verschiedene Autoren: Geographische Landesaufnahme: Die naturräumlichen Einheiten in Einzelblättern 1:200.000. Bundesanstalt für Landeskunde, Bad Godesberg 1952–1994. → Online-Karten
    - Blatt 148/149: Trier/Mettendorf (Otmar Werle 1974; 68 S.)
    - Blatt 159: Saarbrücken (Helga Schneider 1972; 154 S.)
    - Blatt 160: Landau i. d. Pfalz (Adalbert Pemöller 1969; 47 S. – nur minimale Randanteile!)

  - Detaillierte Gliederung nach Schneider und Werle: Erläuterungen zur  Bodenübersichtskarte  des Saarlandes 1:100.000 (BÜK 100). (PDF-Datei; 4,0 MB) Detaillierte Gliederung (Seite 152ff) und Karte (Seite 155). Abgerufen am 30. Mai 2020.
- Gliederung nach Heinz Quasten 1992 (geänderte Grenzen, nur max. eine Nachkommastelle):
  - Karte der naturräumlichen Gliederung des Saarlandes (Seite nicht mehr abrufbar. Suche in Webarchiven) PDF-Datei abgerufen am 16. Oktober 2011 (PDF, 5,1 MB)
  - Karte, Aufstellung (Seite 21) und Erläuterungen (PDF, 1,1 MB)
- Systeme Schneider/Werle vs Quasten auf einer Karte (PDF, 2,0 MB)